# Xot de Marshall
El xot de Marshall (Megascops marshalli) és una espècie d'ocell de la família dels estrígids (Strigidae). Habita la selva humida als Andes del sud de l'Equador i nord del Perú. El seu estat de conservació es considera gairebé amenaçat.